# 陳伯莊

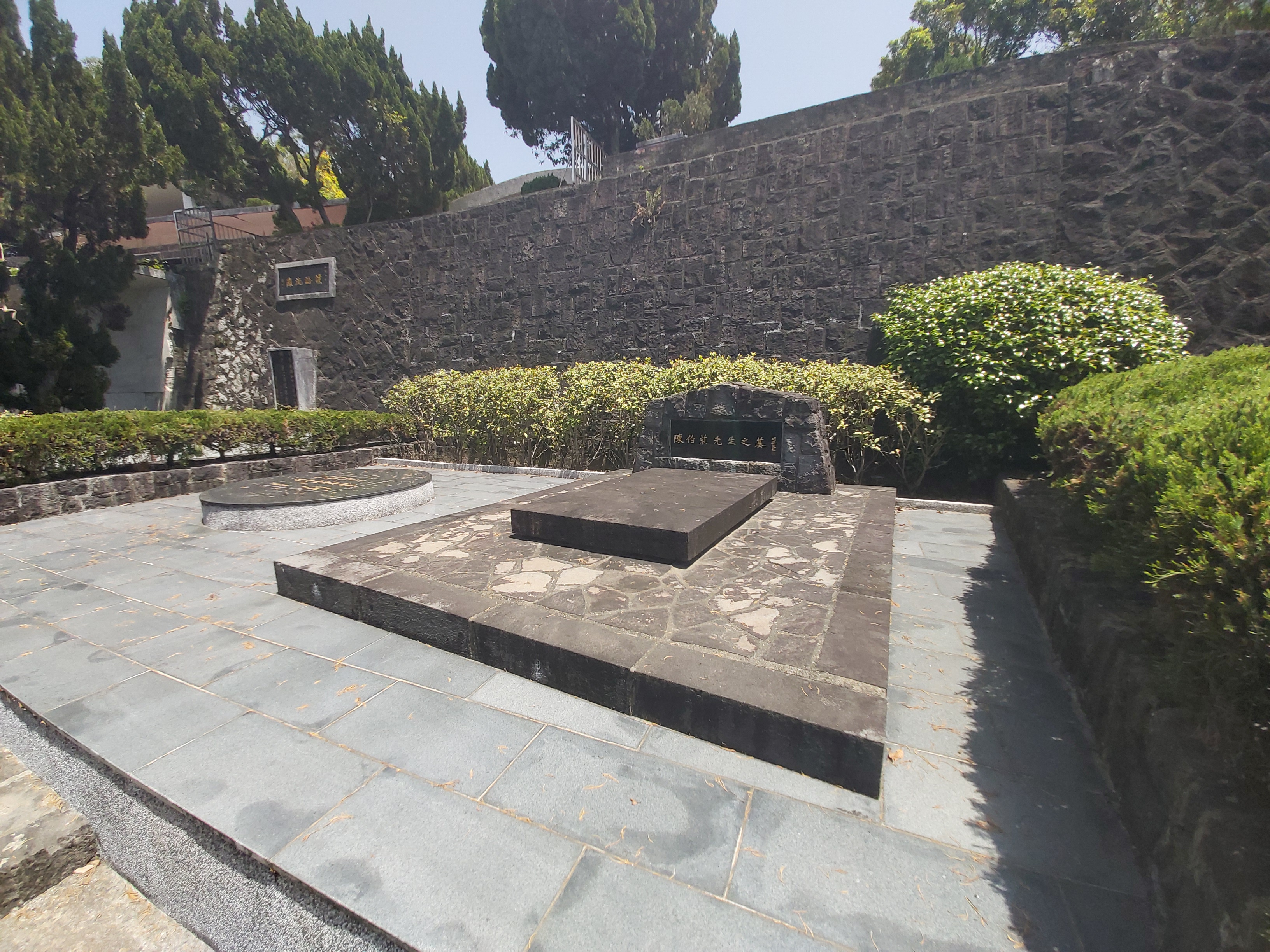
陳伯莊先生之墓

陈伯庄（1892年—1960年9月）原名陈延寿，广东番禺人，中华民国工程师、政治人物。

## 生平
陈伯庄早年赴美国哥伦比亚大学学习工程。回国后，陈伯庄曾在大学当教授。1927年11月，陈伯庄任国民政府财政部煤油特税处处长。1928年11月，任国民政府铁道部建设司司长，1929 年12月去职。后来，陈伯庄曾任粤汉铁路委员会委员长，在上海交通大学研究所主持社会经济调查工作，在国防设计委员会任委员及交通组长。1933年1月，陈伯庄任国民政府立法院第三届立法委员。1933年10月，任全国经济委员会委员、棉花统制委员会委员。1937年到1938年任华南米业公司总经理。1939年1月，任立法院立法委员。1939年，孙科二次因公赴苏联，陈伯庄均为随员之一。抗日战争期间，陈伯庄一直在后方。1946年6月，陈伯庄辞去立法委员职务，任资源委员会委员。抗日战争结束后，直到1949年初，陈伯庄担任京沪区铁路局局长。
1940年代末，陈伯庄主持《京沪周刊》。1947年到1949年，《京沪周刊》上一直设有一个名叫“饮河集”的旧体诗栏目，由潘伯鹰主持选政并且亲自誊写的，该栏目常发表章士钊等人的旧体诗。
《胡适日记全编》1959年2月16日记载“陈伯庄先生自香港来”，并说他是留美同学之一。3月1日记载“在杨锡仁家晚饭”。3月12日记载“下午陈伯庄来谈”。
陈伯庄1959年8月在香港自印《卅年存稿》，书前有胡适所作的序，其中称：“伯庄和我都是四十九年前（1910）考取了留美官费同船出国的。那时侯他叫陈延寿，只有十七岁，我那时还不满十九岁。今年三月一日，我同当年同船出洋而现在都在台北的六个老朋友——杨锡仁、赵元任、周象贤、程远帆、伯庄和我——在锡仁家里聚餐一次，我们都觉得我们都还没有老，都还能够在自己选择的园地里工作。”《卅年存稿》戊集《愚园诗草》卷末所附评语中，有钱锺书的一段评语：“尊稿细读再过，潘（编者原注：潘伯鹰）评语尤精密，但未搔着痒处。先生欲诗界维新，而两君（编者原注：潘伯鹰、黄尊生）不免以陈法相绳。如司马相如所谓“鸿雁已翔于寥廓，而罗者犹视乎薮泽”。生气伟词奇情妙想，两君皆已注出，不才独喜其善言名理，如《明月》、《兆丰公园小池》、《君道》、《人性》等篇。唐人论文曰载道，宋人论诗曰理趣，不外乎是。……”